# Grzegorz Kossakowski
Grzegorz Kossakowski (ur. 5 lutego 1991 w Białymstoku) – polski lekkoatleta specjalizujący się w biegach sprinterskich, bobsleista – olimpijczyk 2018.
Medalista mistrzostw Polski seniorów ma w dorobku cztery złote medale wywalczone w biegu rozstawnym 4 × 100 metrów (Bielsko-Biała 2010, Bydgoszcz 2011, Bielsko-Biała 2012 i Toruń 2013), jeden medal srebrny (Szczecin 2014) oraz dwa medale brązowe w sztafecie 4 × 400 metrów (2012 i 2013). 
Rekordy życiowe: bieg na 100 metrów – 10,68 (8 czerwca 2014, Siedlce); bieg na 200 metrów – 21,45 (11 czerwca 2014, Łomża).
Bobsleista, reprezentant Polski na mistrzostwach świata FIBT (2015 i 2016).